# 青函隧道

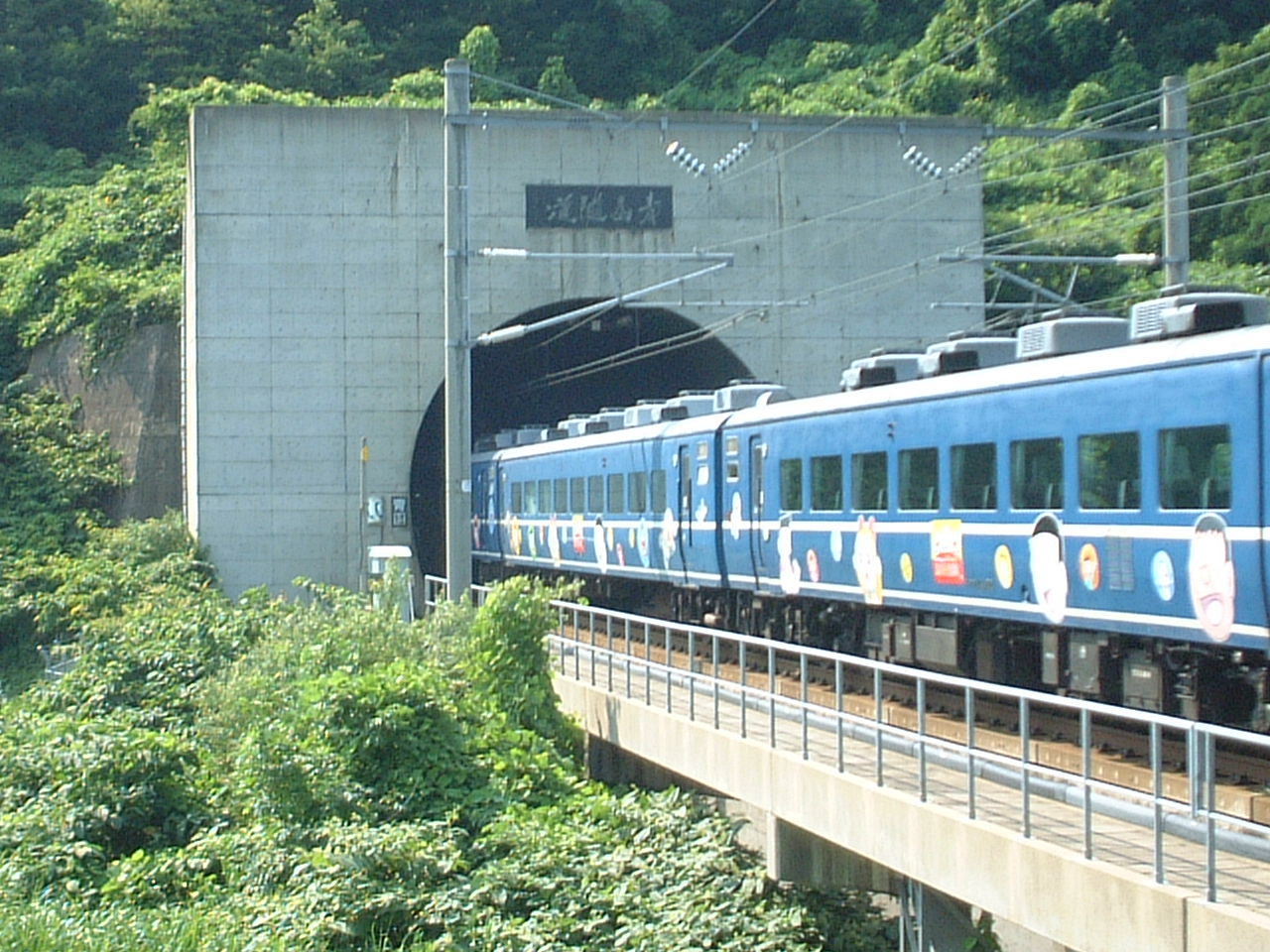
青森縣今別町端的隧道口，圖中列車為「海峽號」（多啦A夢特別車廂）

青函海底隧道剖面图
1. 南側本州隧道出口
2. 龍飛定點
3. 吉岡定點
4. 北側北海道隧道出口

海底部分標準斷面圖
1.主隧道 2.作業坑道 3.先導坑道 4.聯絡道

青函隧道（日语：／ Seikan Tonneru、／ Seikan Zuidō）是位於日本津輕海峽的跨海鐵路隧道，為世界上最长的海底隧道（包含鐵路隧道和公路隧道）、以及世界第二長的鐵路隧道 (不含地鐵隧道)，全長53.85公里，其中有23.3公里穿越津輕海峽底部。其連接日本的本州與北海道兩大本島，隧道南端位於青森縣的東津輕郡今別町的濱名、北端則位於北海道上磯郡知內町的湯之里，沿線通過青森縣東津輕郡外濱町和北海道松前郡福島町。其鋪設窄軌跟標準軌並具的雙軌距軌道，可供新幹線列車及在來線貨運列車使用，此使該隧道成為北海道新幹線的一部分。
青函隧道於1966年3月21日动工，1985年3月10日贯通，1987年11月竣工，工期逾21年；完工後成為世界最長的隧道達31年之久，至2016年6月1日才被瑞士的聖哥達基線隧道超越。首先啟用的在來線部分——海峽線於1988年3月12日通車，新幹線部分則在2016年3月26日隨著北海道新幹線的通車開始營運，海峽線亦於同日起停止行駛定期客運列車。相較於今日以電氣化列車行經青函隧道通过津轻海峡所花費的30分钟，从前以铁路渡轮（青函聯絡船）渡海需時长达4個小时，該隧道啟用後，大大縮短了本州與北海道間的交通時間。此外，青函隧道同時鋪有光纖線路，使其同時成為本州與北海道間電信通訊的大動脈。

## 概要
青函隧道開鑿於津輕海峽海底約100m處，全長53.85km，是世界第五長的交通隧道 (包含地鐵隧道)，也是世界上最長、最深的海底隧道和窄軌鐵路隧道 (如果只計算海底部分英法海底隧道是最長的)。青函隧道最初是作為在來線的“海峽線”一部分開通的，但從一開始就按照新幹線標準建造，北海道新幹線自2016年3月26日起在雙軌距套軌行駛。此外，通信電纜和輸電線路也沿著隧道敷設，是本州與北海道兩大本島間通信和電力傳輸的大動脈。
青函隧道施工工作由日本鐵道建設公團（現鐵道建設、運輸設施整備支援機構）進行，並擁有該隧道。JR北海道運營著穿過隧道的列車，並向日本鐵道建設公團支付隧道使用費，為每年4億日元。鐵路內的軌道歸JR北海道所有，每年的軌道維修費用約為8億日元。自1999年開始實施改造工程，工程費用的三分之二由政府補貼，JR北海道承擔三分之一。由於地處海底，設施老化迅速，青函隧道的維修成為管轄該線路的JR北海道的一大難題 。
吸取1972年11月6日日本國鐵北陸本線北陸隧道發生的列車火災事故的教訓，隧道被分為三部分，各部分之間的定點分別是「吉岡海底站」、「龍飛海底站」，原本提供觀光列車停靠，分別在2006、2013年關閉，改名為「定點」，在定點設有斜坑、纜索鐵路、樓梯以供逃生，逃生者行走樓梯須25分鐘才能走出隧道，另外在龍飛定點的青函隧道龍飛斜坑線作為觀光設施開放體驗。

### 管線運輸
青函隧道也是通訊、電氣交通要道。在青函隧道中，日本電信電話公社（後來的日本電信電話株式會社）和KDDI、軟銀都在青函隧道鋪設了通訊電纜。2019年3月“新北海道-本州高壓直流輸電線路”（新北本連系設備）開始運營。這條輸電線路是能夠輸送30萬千瓦的直流輸電線路，過去曾使用海底電纜連接北海道和本州，但容易被船舶破壞，配合既有海底電纜北海道-本州之間的電力傳輸設播傳輸量達90萬千瓦。

## 歷史
青函隧道的建設構想在二戰前就已提出，但受到技術、資金限制、戰爭影響。直到戰後1954年發生洞爺丸事故才促成青函隧道興建。1961年青函隧道動工，1985年3月10日贯通，1987年11月竣工，工期逾21年。1988年青函隧道通車，此時日本國鐵已完成國鐵分割民營化，因此青函隧道由JR北海道營運。
2016年3月26日於隧道開通28年後，北海道新幹線隨著新青森─新函館北斗段的通車而開始使用此隧道，並與海峽線共線，隧道內電壓自20kV升至25kV。然而新幹線通車後，在來線列車原可一車直達的青函（青森＝函館）區間，變成需要在來線與新幹線2次轉乘（青森＝新青森、新青森＝新函館北斗、新函館北斗＝函館）。

### 計劃和興建時期
- 1923年：阿部覺治在「大函館論」中，提出青函隧道的構想。
- 1939年－1940年：桑原彌壽雄提出青函隧道的構想計畫。
- 1946年4月：「津輕海峽聯絡隧道調查委員會」成立。開始進行陸地部份的地質調査。
- 1953年：開始利用漁船進行海底部份的地質調査。
- 1954年9月26日：瑪麗颱風侵襲津輕海峽，造成洞爺丸、日高丸、北見丸、十勝丸、第十一青函丸等五艘青函聯絡船遭颱風吹翻，共造成1,430人死亡，罹難者又以洞爺丸的1,155人占大多數，故一般稱為洞爺丸事故。此事故亦成為促成青函隧道興建的關鍵原因。
- 1955年4月：“津轻海峡联络隧道技术委员会”成立。
- 1961年3月23日：青函隧道建設開始。
- 1963年
  - 2月11日：北海道松前郡福岛町吉冈举行青函隧道动工仪式。
  - 10月18日：北海道侧开始进行勘探准备的工作。
- 1964年
  - 5月8日：位於北海道側的吉岡斜坑開始挖掘。
  - 11月20日：日本铁路建设公团青函建设局龙飞铁路建设所成立。
- 1965年
  - 1月7日：北海道侧开始使用潜盾机（334米）。
  - 3月5日：本州侧开始进行井口切割。
  - 5月17日：北海道侧到达了海岸线415m下面。
  - 8月9日：批准施工计划。
  - 8月19日：本州侧开始斜坑口钻探。
- 1966年
  - 2月20日：本州侧完成51米钻探、30米覆层和45米钻床。
  - 3月21日：位於本州側的龍飛斜坑開始挖掘。
  - 12月9日：本州侧开始使用潜盾机（443米）。
- 1967年
  - 2月23日：北海道侧完成隧道挖掘机的试挖工程。
  - 3月4日：北海道側斜坑底到達（1,210m）。北海道側先進導坑工程開始。
  - 9月27日：本州侧到达了海岸线815m下面。
- 1968年12月：北海道側的吉岡作業坑開始挖掘。
- 1969年2月13日：本州侧的调查坑1,223米处发生严重出水事件（最大出水量：11公吨/分钟）。
- 1970年
  - 1月17日：本州側斜坑底到達（1,315m）。本州側先進導坑工程開始。
  - 7月13日：本州側的龍飛作業坑開始挖掘。
- 1971年9月28日：主坑工程啟動。
- 1974年
  - 1月8日：吉冈作业坑道3,509米附近发生严重出水事件（最大出水量：16公吨/分钟）。
  - 4月17日：北海道侧的三岳斜坑到达底部。
  - 5月10日：本州侧的袰内斜坑到达底部。
  - 12月5日：龙飞作业坑道3,692米附近发生严重出水事件（最大出水量：16公吨/分钟）。
- 1976年
  - 5月6日：吉冈作业坑道4,588米附近发生严重出水事件（最大出水量：85公吨/分钟）。
    - 上午2时30分：该位置的出水量大增。
    - 上午3时30分：出水量已经超过排水量。
    - 上午8时：位于出水位置后面100米的固定泵座的水缸已被淹没。出水量从每分钟4公吨增加至每分钟30公吨。
    - 下午4时：泉水冲破了第三个防水隔板。这时达到了最大的出水量（85公吨/分钟）。
    - 下午7时30分：作业坑道880米被淹没。

  - 5月7日上午1时30分：泉水冲破了防水门。
  - 5月9日：引入4台3公吨的泵，加上之前5台泵，与先导坑道的泵座相连，提高排水能力。第二天，淹没范围没有扩大，停留在作业坑道2,028米，本坑1,300米。
  - 5月10日：作业坑道和本坑的水流到100米以下的先导坑道里，开始了排水工作。
  - 5月14日：排水量达到每分钟68公吨，本坑完成排水工作。
  - 6月24日：出水量再次增加，从每分钟16公吨增加至每分钟60公吨。决定在距离出水位置76.5米的地方封闭作业坑道。
  - 7月12日：排水工作完成，意外得到解决。
  - 7月20日：作业坑道向右绕行，工程继续。
  - 10月15日：到达与出水位置相同的距离。
- 1978年10月4日：北海道側的陸上段貫通。
- 1979年9月：龍飛作業坑完成。
- 1980年3月：吉岡作業坑完成。
- 1981年7月3日：本州側的陸上段貫通。
- 1983年1月27日：先進導坑貫通。
- 1984年8月20日：青函隧道预计于1987年通车。
- 1985年3月10日：本坑全面貫通。
- 1987年
  - 4月1日：隨著國鐵分割民營化的實施，隧道內的鐵路設施轉由JR北海道所有。
  - 9月28日：由DD51型柴液機車牽引建築限界測量車等7輛編成的試驗列車，進行青函隧道首次試運轉。
  - 10月21日：電聯車首次進行青函隧道試運轉。
  - 11月：青函隧道工程完成。

### 隧道通車後
- 1988年3月13日：海峽線 中小國─木古內間開業，青函隧道正式投入營運。吉岡海底車站、龍飛海底車站開業。青函聯絡船結束營運。
- 1990年7月：明仁天皇和皇后親臨龍飛海底車站視察。
- 1993年3月13日：開業5周年
- 1998年3月13日：開業10周年
- 2003年
  - 3月13日：開業15周年
  - 10月1日：日本铁路建设公团和运输施设整备事业团合并，成为铁道建设、运输设施整备支援机构。
- 2006年8月28日：因應北海道新幹線工程需要、吉岡海底車站成為營業長期休止車站。
- 2008年3月13日：開業20周年
- 2013年
  - 3月13日：開業25周年
  - 11月11日：龍飛海底車站營業休止。
- 2014年
  - 3月14日：吉岡海底車站、龍飛海底車站廢站。降格為僅限緊急情況使用的吉岡定點、龍飛定點。
  - 12月7日：隨著12月1日起北海道新幹線開始試運轉，奥津輕今別站─新函館北斗站間的試運轉開始、新幹線列車（H5系）第一次通過青函隧道。
- 2015年
  - 4月3日：往新青森車站行駛的超級白鳥34號，在隧道內離龍飛定點約1公里的地方因列車下方電線冒煙而緊急停車，車長帶著124名旅客從隧道的逃生通道步行至龍飛定點後，搭乘纜車到地面的出口，此次事故無人傷亡，為隧道通車以來第一次使用緊急逃生設施疏散旅客[7]。
  - 4月5日：江差线札苅－木古内间有绝缘体损坏，导致青函隧道停电，四辆超级白鸟号列车取消，六辆延迟4小时15分钟。
  - 8月21日：开往札幌货物总站的JR货物EH800型电力机车发生故障，在距离北海道侧出口5公里的地方紧急停车，抢修后恢复正常。列车到达木古内站后确认故障。事件造成四列特急列车延迟53分钟。
  - 12月31日：因應北海道新幹線開業前的「地上設備最終切換」事前確認、同日深夜開始到2016年1月2日早晨，所有通過青函隧道的列車班次全面停駛。
- 2016年3月22日－3月25日：配合北海道新幹線開業前的「地上設備最終切換」實施，青函隧道全面停駛。

### 北海道新幹線開業後
- 2016年3月26日：於隧道開通28年後，北海道新幹線隨著新青森─新函館北斗段的通車而開始使用此隧道，並與海峽線共線。[6]
- 2018年3月13日：開業30周年
- 2019年3月16日：北海道新幹線青函隧道段限速自140km/h提升至160km/h。
- 2020年12月31日：本日至2021年1月4日間，透過貨物列車運行空窗期，於每日始發至15：30之間安排北海道新幹線7對列車以210km/h速度運營。[8]
- 2023年3月13日：开业35周年
- 2024年1月18日：一列货物列车停在青函隧道内，导致北海道新干线延误和停运。

## 工程

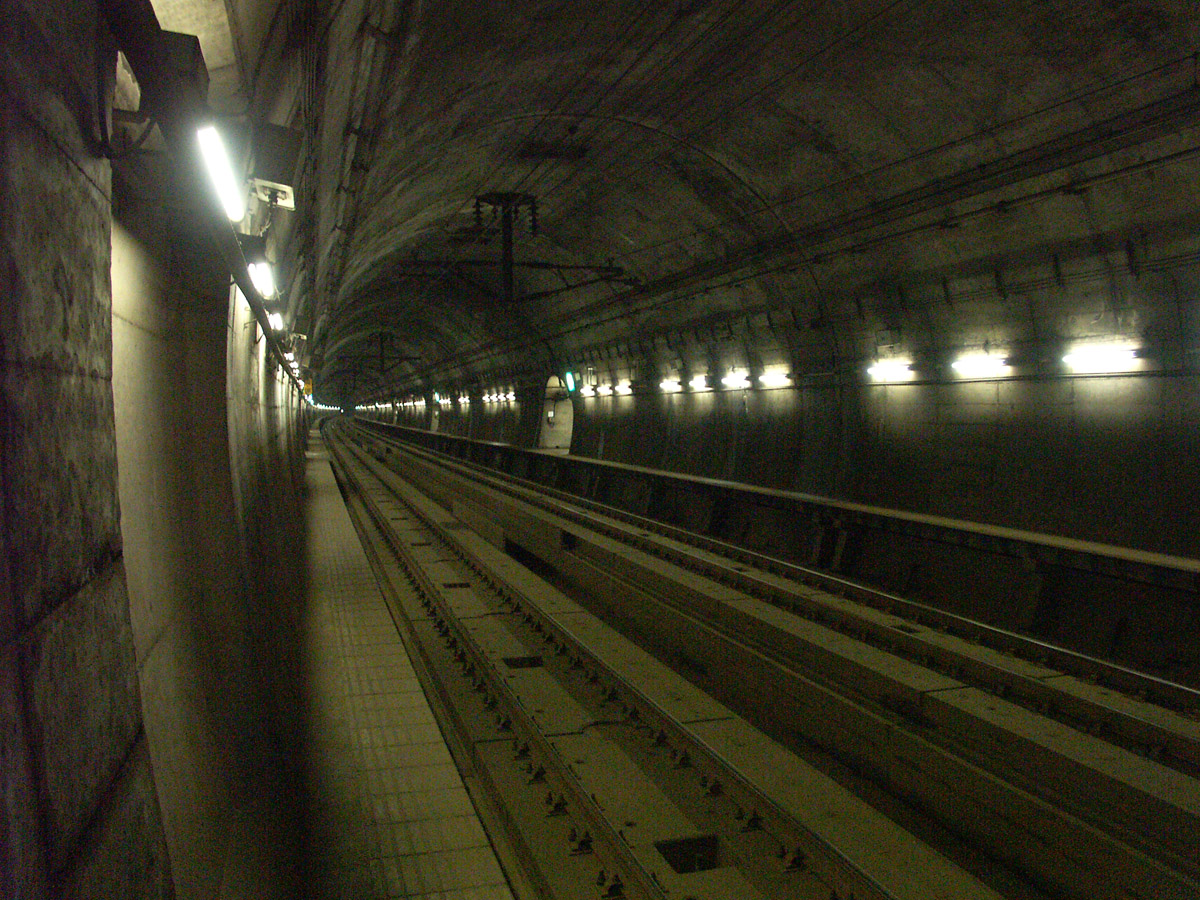
隧道內曾經設置的吉岡海底車站，軌距改造前

全长53.850公里，海底部分长23.30公里，本州岛陆上部分长13.55公里，北海道岛陆上部分长17.00公里，最小曲线半径6500米，最大纵坡12‰，海底段最大水深140米。隧道为双线设计，标准断面宽11.9米、高9米，断面80平方米。除主隧道外，还有两条辅助坑道：一是调查海底地质用的先导坑道；二是搬运器材和运出砂石的作业坑道。位於本州端起13公里處及41公里處並設有2座海底車站：龍飛海底站及吉岡海底站，平時為隧道維護用基地，若遇隧道內發生緊急狀況時，可由這二處迅速將人員疏散以避免發生重大災難。然而此兩站於2014年3月已降格為定點，保留緊急逃生功能；知內站降格為號誌站。
該隧道興建之初就已經考慮到新幹線未來延伸至北海道，施工時在隧道內已預留新幹線列車行駛的空間，故只須再加鋪一條鐵軌，成为兼容在来线规格窄轨和新干线规格的标准轨的三線轨道，即可直接讓新幹線列車使用，也因此必需使用特殊的閉塞系統。

## 行駛車輛
由於青函隧道是一條很長的海底隧道，因此國土交通省要求在其間行駛的車輛具有符合法規防災標準的結構。為防止發生火災事故，通過隧道的列車僅限電聯組或以電力機車牽引，而柴油動力車輛僅限救援用途之車輛進入，而且不得在隧道內行駛、牽引列車。

### 運用中的車輛
- 電聯車組（新幹線車輛）
  - E5系（JR東日本）
  - H5系（JR北海道）
「隼」和「疾風」號列車運用[9][10]。

- 電力機車
  - EH800型（JR貨物）
牽引貨物列車用。可使用20,000 V・25,000 V 双電壓的交流電力機車。北海道新幹線開業後，通過海峡線的貨物列車統一使用本系列牽引。

- 柴電雙動力車輛
  - E001形（JR東日本）
「四季島號」運用。

### 曾經運用的車輛
- 電聯車組（在来線車輛）
  - 485系（JR東日本）
特急「初雁」運用。東北新幹線八戶站開業後「白鳥」也運用該列車。
  - 789系（JR北海道）
特急「超級白鳥」運用。
  - 785系（JR北海道）
特急「超級白鳥」運用。

- 電気機関車
  - ED79型（JR北海道・JR貨物）
牽引貨物列車和JR北海道所屬客車。
  - ED76型（JR北海道）
ED79形預備機車，用於牽引JR北海道所屬客車。
  - EH500型（JR貨物）
牽引貨物列車。

- 客車
  - 50系（日语：国鉄50系客車）（JR北海道）
快速「海峡」運用。
  - 14系（JR北海道）
急行「玫瑰」運用。有時也用於快速列车「海峡」。
  - 24系（JR北海道・JR東日本・JR西日本）
JR北海道和JR東日本所屬車輛為特急「北斗星」運用。JR北海道所屬車輛還使用於「玫瑰」的臥舖車。
JR西日本所屬車輛為特急「日本海」運用。也用於臨時特急「曙光特快」。
  - E26系（日语：JR東日本E26系客車） (JR東日本)
JR東日本所屬車輛，但乘務員由JR東日本和JR北海道擔當。2016年3月定期運行結束、之後擔當臨時列車仙后座號。但是由於牽引機車老化，2017年2月之後不再進入北海道。

### 臨時・檢測列車用車輛
- 電聯車組（新幹線車輛）
  - E926型（JR東日本）
新幹線電気軌道綜合試驗車「East i」，北海道新幹線檢測時運行。
  - E956型（JR東日本）
次世代新幹線試驗車輛「ALFA-X」，試驗走行時運行。

- 電聯車組（在来線車輛）
  - 781系（日语：国鉄781系電車）（JR北海道）
臨時特急「哆啦A夢海底列車」使用。
  - 721系（JR北海道）
試驗走行時運行

- 柴油機車組
  - KiHa 183型（JR北海道）
臨時列車、團体列車運用，以ED79型電力機車牽引。
  - KiYa E193系（JR東日本）
非電氣化区間檢測車「East i-D」。ED79型或EH800型牽引，由JR北海道租賃使用。

- 客車
  - Maya 34形（JR北海道）
軌道檢測車。
  - 12系（日语：国鉄12系客車）（JR東日本）
海峡號臨時列車使用。
  - 東方快車'88用客車（JR東日本）
雖然不符合消防條件，但作為一次性特例，在每節車廂都搭載消防員的情況下允許通行。

## 主權問題
津輕海峽是國際海峽，按照聯合國海洋法公約津輕海峽水域全部都是日本領海，但為了國際航運便利，日本規定津輕海峽兩岸日本僅有自基線開始3海浬的領海，使青函隧道一部分不在日本領海水體下，衍生日本對隧道內事故是否有管轄權之爭議。對於該問題中曾根康弘首相的答复為：「國際法的解釋是，對一國領土上連續開挖的隧道，可以與該國領土一樣行使管轄權，由於青函隧道兩端都是日本領土，因此日本對青函隧道也有管轄權。」

## 匾額

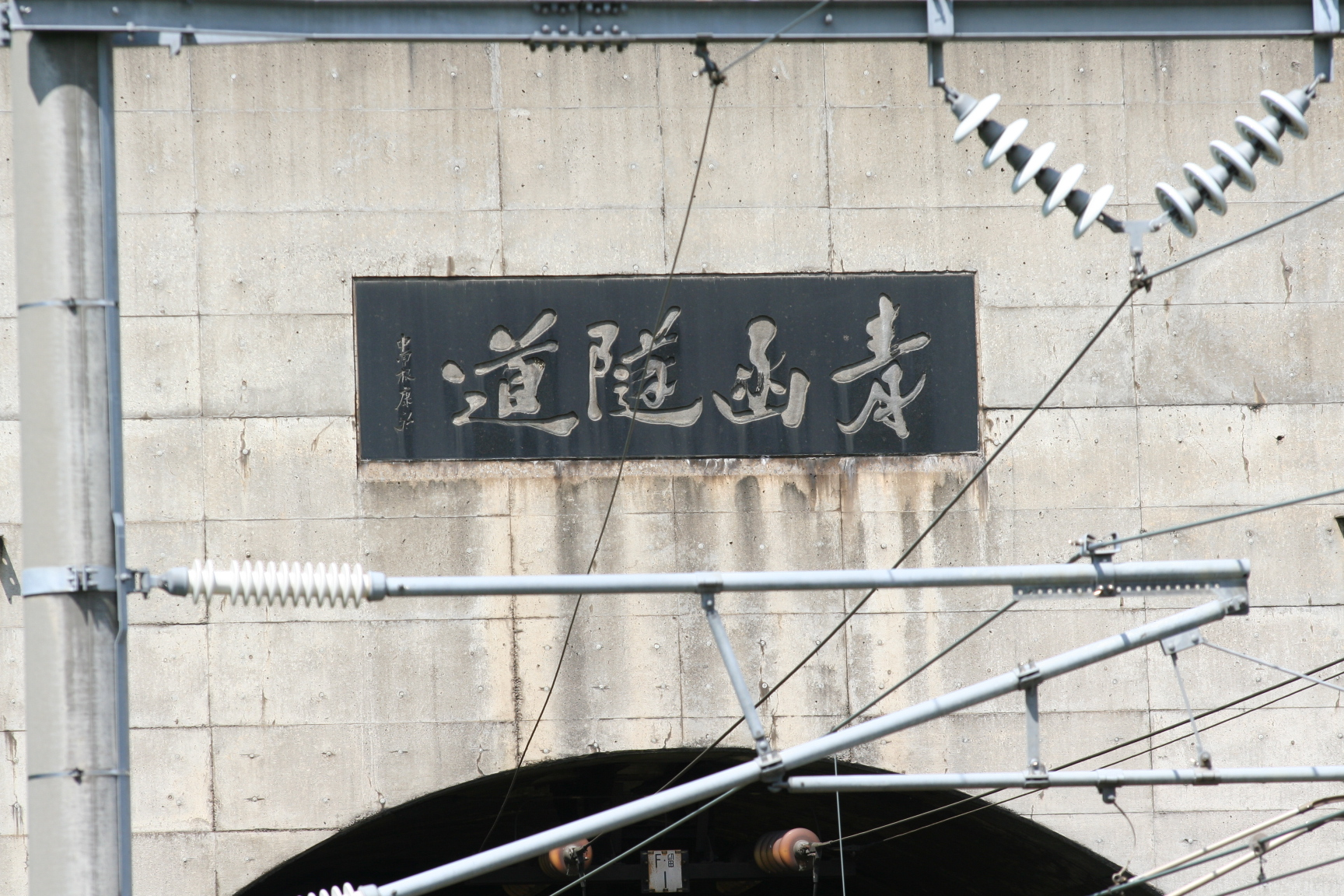
位于本州一侧隧道口的匾额，由中曾根康弘題字

隧道两侧入口各有一幅使用漢字书写「青函隧道」四字（／ seikan zuidō）的匾额。本州一側为中曾根康弘题字，北海道一側（正确位置在第1汤之里隧道）则为橋本龍太郎。
中曾根康弘在1985年3月隧道贯通至1987年4月国铁分割民营化期间担任內閣總理大臣，橋本龍太郎在1987年4月国铁分割民营化当时担任運輸大臣。

## 第二青函隧道構想
第二青函隧道構想主要為了解決目前青函隧道面臨的問題，包括：新幹線與貨物列車速度落差過大，無法提升新幹線班次；以及本州 - 北海道之間沒有公路連接。
2014年6月30日青森縣議会議長向国土交通省事務次官非正式地表示第二青函隧道的構想，2016年公布在青函隧道西側建設第二條專門用於貨運的青函隧道，建設成本預計約為3900億日元，建設週期預計約為15年。事實上2004年国土交通省報告便指出，當北海道新幹線延伸至札幌後，現有青函隧道將無法負擔同時運營新幹線與貨物列車。
2017年2月日本產業協會提出將第二青函隧道建設為公路和貨物列車兩用規格。按2020年新方案將建設為上層兩車道、下層單線貨運鐵道與應急道路，事業費約7200億日圓、工期15年、總長約31km。另外JR北海道針對新幹線與貨物列車速度落差過大問題，正在研究貨物新幹線技術，但存在成本等問題，尚無實現前景。